# Mondercange
Mondercange (lb. Monnerech, niem. Monnerich) − miejscowość i gmina (gemeng / commune / Gemeinde) w południowym Luksemburgu, w kantonie Esch-sur-Alzette. Do 3 października 2015 gmina leżała w dystrykcie Luksemburg. Siedziba administracyjna gminy znajduje się w miejscowości Mondercange. Liczy 7119 mieszkańców (1 stycznia 2023).

## Podział administracyjny
Do gminy należy pięć miejscowości, w tym cztery (Uertschaft) oraz jeden lieu-dit:
1. Bergem (Biergem)
2. Foetz (Féiz / Fötz)
3. Lameschmuhle (Lameschmillen / Lameschmühle), lieu-dit
4. Mondercange (Monnerech / Monnerich)
5. Pontpierre (Steebrécken / Steinbrücken)